# Whiplash (Marvel Comics)
Whiplash è il nome di numerosi supercriminali che compaiono nei fumetti statunitensi pubblicati dalla Marvel Comics. Sono comunemente raffigurati come membri della galleria dei ladri di Iron Man. Anche l'originale Whiplash (Mark Scarlotti) si chiamava Blacklash. Mickey Rourke ha interpretato Whiplash (Ivan Vanko) nel film Iron Man 2 del Marvel Cinematic Universe (2010).

## Storia editoriale
Creato da Stan Lee e Gene Colan Mark Scarlotti esordisce come "Whiplash" su Tales of Suspense (vol. 1) n. 97 (gennaio 1968) e diviene successivamente uno dei più ricorrenti nemici di Iron Man, prima di ribattezzarsi "Blacklash" in Iron Man (vol. 1) n. 146 (maggio 1981) e venire successivamente ucciso in Iron Man (vol. 3) n. 28 (maggio 2000).
La seconda versione del personaggio, Leeann Foreman, compare per la prima volta ad opera di Erik Larsen sulle pagine di Marvel Comics Presents n. 49-50 (maggio 1990) dopodiché ha alcune sporadiche apparizioni fino a Marvel Knights Spider-Man n. 6 (novembre 2004).
In concomitanza all'uscita del film Iron Man 2 (2010), il team creativo composto da Marc Guggenheim, Philipe Briones e Marko Djurdjevic ne realizza una terza versione, Anton Vanko, esordito su Iron Man vs. Whiplash n. 1 (gennaio 2010).

## Biografia dei personaggi

### Mark Scarlotti
Nato a Cleveland, Ohio, da una coppia italoamericana, Marcus "Mark" Scarlotti crescendo diviene un brillante impiegato presso la Stark International di Cincinnati finché, un giorno, stanco della solita vita, decide di dedicarsi al crimine e, con un sofisticato costume ed una tecnologica frusta in titanio di sua invenzione, diviene "Whiplash": creatore di armi, agente speciale ed assassino prezzolato dei Maggia. Durante il suo periodo in questa organizzazione, si scontra più volte con Iron Man, ignaro si tratti del suo ex-capo Tony Stark.
Infiltratosi nuovamente alla Stark International di Cincinnati per conto dei Maggia ne diviene il capo del settore ricerche ma, nel frattempo ha altri scontri con Iron Man e, dopo l'ennesima sconfitta decide di lasciare l'organizzazione e si coalizza con i criminali Melter e Man-Bull sotto la guida di Black Lama. Anche coi nuovi alleati non riesce tuttavia a sconfiggere Iron Man; per tanto fa ritorno dai Maggia, combatte Iron Man e l'Uomo Ragno ma riporta una sonora sconfitta per mano del vigilante Wraith. Entrato dunque in società con Justin Hammer assieme a Melter e Blizzard compie una rapina al casinò di Atlantic City venendo però arrestato da Iron Man. Fatto uscire di prigione da Hammer, ottiene dei miglioramenti al suo costume ma, nonostante ciò viene nuovamente sconfitto dall'ormai acerrimo nemico Iron Man.
Mark si fa in seguito assumere da una compagnia sconosciuta, finanziata da Hammer, per uccidere Vic Martinelli, impiegato di Stark; compiute varie modifiche al suo costume ed assunta la nuova identità di "Blacklash" intraprende dunque vari scontri con la Cosa, l'Uomo Ragno e di nuovo Iron Man, ma finisce sempre comunque sconfitto ed umiliato, motivo per il quale aderisce in seguito al Sinistro Sindacato iniziando a svolgere varie missioni come mercenario per conto di Justin Hammer assieme a Scarabeo e al secondo Blizzard. Durante una di queste missioni, volta all'omicidio di un ex-agente di Hammer Force, il trio di criminali viene fermato dall'Uomo Ragno, War Machine e lo stesso Force, per cui il nuovo obiettivo di Blacklash, Boomerang e Scarabeo, diventa Ghost, che però lo sconfigge alleandosi con Tony Stark e Rhodey.
Dopo aver riportato l'ennesimo fallimento tentando di assistere Rhino nella cattura dell'ex-agente di Hammer Scorpione, Blacklash decide di lasciare la vita criminale; si sposa con una donna di nome Trudi e ha un figlio, Michael; tuttavia i molti debiti finanziari lo costringono a riassumere la sua identità segreta diventando il bersaglio di un killer che gli uccide la famiglia spingendolo a trovare e uccidere l'assassino per poi giurare di abbandonare l'identità di Blacklash per sempre ma, anni dopo, data ormai la sua fama, viene assunto da un rivale di Stark, tornando a vestire i panni di Whiplash con un nuovo costume migliorato e un nuovo equipaggiamento.
Whiplash combatte per l'ennesima volta contro Iron Man, ormai diventato la sua ossessione e, per la prima volta dall'inizio della loro rivalità, riesce a tenergli testa e a batterlo tuttavia, in seguito e contro la volontà di Tony, viene ucciso dalla nuova armatura senziente di Iron Man, che gli schiaccia la gola.

### Leeann Foreman
Leeann Foreman è una criminale professionista mutante originaria di Wilmington, Delaware, che assume l'identità di seconda Whiplash nel periodo in cui Scarlotti era attivo come Blacklash. Entrata a far parte della gang nota come Band of Baddies, si rende responsabile del rapimento di una bambina mutante ed affronta l'Uomo Ragno e Wolverine ma viene messa in fuga dall'attivazione dei poteri telecinetici della piccola.
In seguito si unisce alle Femme Fatales e viene assunta dal Camaleonte per attirare l'Uomo Ragno in una trappola, fallendo per la seconda volta. Unite le forze con lo Scorpione e Tarantula affronta nuovamente l'arrampicamuri ma ottiene una terza sconfitta per mano di quest'ultimo e della Gatta Nera. Aderisce in seguito al gruppo femminile di Superia, le Femizones, ed affronta Capitan America e Paladin venendo sconfitta.
Dopo che il gruppo si scioglie, Whiplash unisce le forze con Orka, Shockwave e Averla assassina al fine di impossessarsi di un aereo, l'USS Intrepid, ma vengono ostacolati dagli Eroi in vendita. Viene successivamente vista a un'asta del mercato nero per il simbionte di Venom.

### Sconosciuti
Durante la guerra civile dei superumani nel nuovo gruppo dei Thunderbolts vengono reclutati due personaggi: una donna chiamata "Whiplash" e un uomo chiamato "Blacklash", che sembrano non avere alcun legame con Scarlotti o Foreman. Le loro identità non vengono rivelate e, in seguito non sono più visti né menzionati.

### Anton Vanko
Anton Igorevich Vanko (in russo: Анто́н Игоревич Ва́нко) è un giovane scienziato del piccolo villaggio di Volstok, Russia. Il suo paese subisce un giorno l'attacco di un uomo con indosso una copia dell'armatura di Iron Man che, al fine di far ricadere la colpa su Tony Stark, uccide diversi villaggeri innocenti, tra cui il padre di Anton, Igor Vanko (in russo: И́горь Ва́нко). Utilizzando un coltello speciale di sua creazione, il ragazzo assale l'impostore e preleva il reattore sul petto della sua armatura prima che questi riesca a scappare. Divenuto ossessionato dal desiderio di vendetta, Vanko inizia a studiare la tecnologia del componente di cui è entrato in possesso e, nel giro di sei mesi, riesce a creare a partire da esso una armatura dotata di fruste elettriche giurando di servirsene per assassinare Stark e vendicare suo padre.
Raggiunto il miliardario nella prigione in cui egli è rinchiuso per il massacro di cui è stato ingiustamente accusato, Vanko aggredisce lui e Pepper Potts; tuttavia Tony riesce ad assemblare una pseudo-armatura di Iron Man coi pezzi di varie macchine trovare in prigione e riesce a tenergli testa e a danneggiare la sua armatura costringendolo alla ritirata. Dopo essere stato scagionato ed aver trovato i veri responsabili dell'azione, Iron Man si reca al loro quartier generale ma qui viene nuovamente aggredito da Whiplash, intenzionato a finirlo. Durante lo scontro che ne consegue tuttavia, l'uomo comprende che Stark non ha nulla a che vedere con l'attacco al suo villaggio, ordinato infatti da alcuni membri dei servizi segreti russi al fine di sradicare un movimento anti-Putin che vi stava nascendo; Vanko ad ogni modo continua a ritenere l'uomo anche solo parzialmente responsabile poiché la sua tecnologia ha reso il massacro possibile. Fuggito dagli Stati Uniti e fatto ritorno a Mosca, Vanko giura vendetta contro il governo.
Ricompare in seguito in qualità di membro dei Signori del male e come uno dei tanti supercriminali reclutati da Spymaster per attaccare la Stark Tower, dopodiché affronta Squirrel Girl venendo sconfitto dalla proverbiale fortuna dell'eroina.

## Poteri e abilità
Mark Scarlotti (il primo Whiplash, in seguito Blacklash), a discapito della mancanza di superpoteri, vanta una spiccata intelligenza, dimostrata soprattutto nell'invenzione e nella costruzione di molti tipi di armi, sia alla Stark International che alle dipendenze del Maggia. Il costume indossato da Mark, di colore nero, è antiproiettile, cosa che lo rende quasi immune ai colpi di arma da fuoco, e dispone di due fruste cibernetiche di titanio color oro che, oltre alla loro funzione più comune, possono anche essere tese e utilizzate come nunchaku o lance. Le capacità del costume e dell'armamentario di Scarlotti vengono in seguito migliorate grazie alla collaborazione con Justin Hammer, inoltre porta sempre con sé una grande varietà di armi quali: bolas antigravitazionali e guanti capaci di emettere energia elettrica a comando.
Leeann Foreman, pur essendo una mutante non ha mai mostrato il potere derivatole da tale condizione in tutta la sua vita editoriale, preferendo combattere con una tuta di kevlar antiproiettile equipaggiata da due guanti metallici ciascuno con tre fruste dalla punta in adamantio estensibili fino a una lunghezza massima di 8 metri (25 ft).
Anton Vanko è un atleta di livello olimpico, esperto di combattimento corpo a corpo e dotato di un'intelligenza geniale manifestata da straordinarie e innate competenze di robotica e meccanica. L'armatura che indossa, oltre ad aumentare spropositatamente la sua forza fisica gli permette di estrarre, da ognuno dei polsi, una frusta composta di pura energia e potente a sufficienza da abbattere una parete di metallo e respingere i proiettili.

## Altre versioni
Nell'universo Ultimate, l'uomo d'affari Mark Scott è un rivale di Tony Stark nel campo delle armi militari e dirige una compagnia chiamata Whiplash. In seguito tuttavia si rivela essere l'identità di copertura del terrorista russo Anton Vanko, che tenta di uccidere Tony armato di due fruste elettriche. Nella versione Ultimate delle Femme Fatales compare inoltre una donna di nome Whiplash.

## Altri media

### Cinema

#### Marvel Cinematic Universe

Ivan Vanko, alias Whiplash interpretato da Mickey Rourke nel film Iron Man 2.

Mickey Rourke interpreta Ivan Antonovich Vanko (in russo: Ива́н Анто́нович Ва́нко) nel terzo capitolo cinematografico del Marvel Cinematic Universe Iron Man 2. Per prepararsi al ruolo l'attore ha visitato una prigione in Russia. Ivan, che mescola in sé aspetti di Blacklash, Whiplash e Dinamo Cremisi, riveste il ruolo dell'antagonista principale del secondo film di Iron Man ed è il figlio di Anton Vanko (in russo: Анто́н Ва́нко) ex-collaboratore di Howard Stark al progetto del Reattore Arc fatto condannare per la vendita di plutonio e deportato in Siberia; considerando dunque gli Stark il motivo della rovina della sua famiglia, per vendicarsi, aggredisce Tony al Gran Premio di Monaco con una rozza armatura di sua creazione riuscendo a metterlo in difficoltà ma venendo poi sconfitto, imprigionato e fatto evadere da Justin Hammer con cui finge di collaborare per usarne le risorse costruendosi un esercito di droni ed un'enorme armatura (simile a quella di Dinamo Cremisi ma dotata di fruste d'energia) con cui affronta Iron Man e War Machine alla Stark Expo venendo nuovamente sconfitto e ricorrendo dunque all'autodistruzione, sebbene entrambi i suoi avversari scampino all'esplosione.

### Televisione
- Mark Scarlotti/Blacklash è un nemico ricorrente della serie animata Iron Man (1994): qui compare come servo del Mandarino e fa spesso squadra con MODOK, Hypnotia, Dreadknight, Gargoyle, Laser Vivente, Blizzard e Justin Hammer.
- Nella serie animata Iron Man: Armored Adventures (2009) compare un cyber-sicario chiamato Whiplash.
- L'innominata Whiplash femminile dei Thunderbolts compare nella serie animata Avengers - I più potenti eroi della Terra.
- Anton Vanko/Whiplash compare nello special TV Phineas e Ferb: Missione Marvel, doppiato da Peter Stormare[43].
- Mark Scarlotti, interpretato da Falk Hentschel[44], compare nella serie televisiva del Marvel Cinematic Universe Agents of S.H.I.E.L.D.. In tale versione è un mercenario al soldo dell'Hydra con la predilezione per fruste e armi bianche; inoltre il suo nome di battesimo è "Marcus".
- Anton Vanko / Whiplash compare nell'anime Disk Wars: Avengers.

### Videogiochi
- Blacklash appare nel videogioco Iron Man.
- Whiplash (la versione di Anton Vanko) appare in Marvel: Avengers Alliance.
- Whiplash (la versione di Ivan Vanko) appare in LEGO Marvel Super Heroes.